# Diefflen

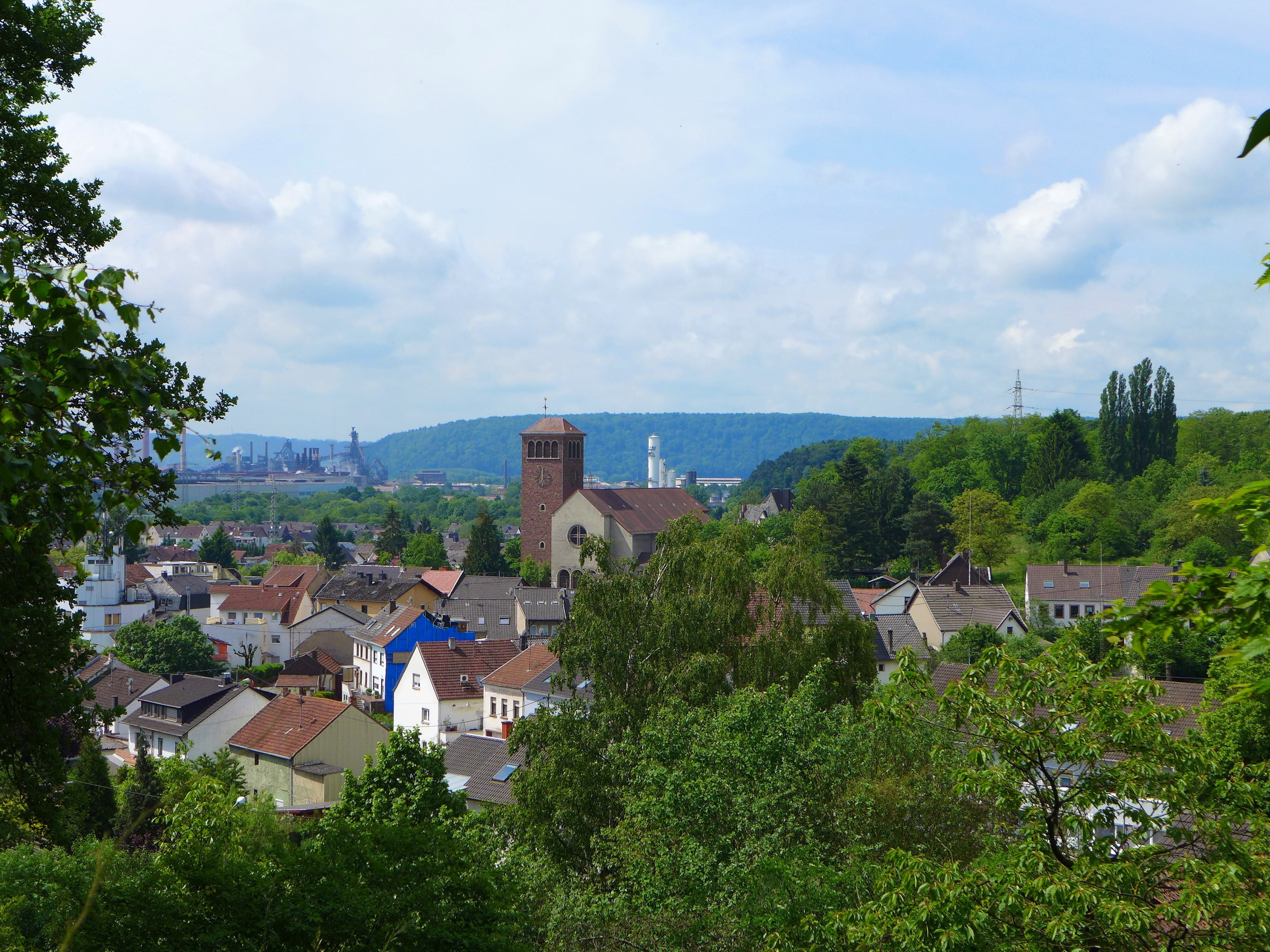
Diefflen

Diefflen (pronunciación en alto alemán: Dieflen; en el dialecto local de Mosela-Franconia Dejfeln) es un pueblo y un distrito de Dillingen/Saar en el distrito de Saarlouis (Sarre). Tiene unos 4700 habitantes. Se encuentra en la parte inferior de Prims, un afluente del Río Sarre. Desde su fundación en la Alta Edad Media, Diefflen ha sido una parte histórica del tribunal superior del valle de Nalbach. En 1969, cuando pasó a formar parte de la ciudad de Dillingen/Saar, la ciudad abandonó la anterior asociación municipal.